# Mathilda Kruhsberg
Anna Mathilda Kruhsberg, född Holm 20 januari 1849 i Trelleborgs landsförsamling, Malmöhus län, död 18 december 1931 i Malmö Karoli församling, Malmöhus län, var en svensk rösträttsaktivist. 
Hon var verksam i kampanjen för införandet av kvinnlig rösträtt i Sverige och ordförande för Föreningen för kvinnans politiska rösträtt i Ystad 1912–1913.